# Junior Gourrier
Junior Gourrier, né le 23 avril 1992 à Bangui, est un footballeur international centrafricain, qui joue au poste de milieu de terrain au DFC 8ème Arrondissement.

## Biographie
Junior Gourrier honore sa première sélection en équipe de République centrafricaine, le 6 mars 2007, à l'âge de 14 ans, en Coupe de la CEMAC face au Tchad (défaite 3-2). Il inscrit son premier match but le 6 septembre 2015 face à la République démocratique du Congo dans le cadre des qualifications à la CAN 2017 (victoire 2-0).

## Palmarès
| DFC 8ème Arrondissement - Championnat de République centrafricaine (3) : - Champion : 2011, 2015-16 et 2020-21. |  | SCAF Tocages - Championnat de République centrafricaine (1) : - Champion : 2017-18. |  | AS Pélican - Championnat du Gabon (1) : - Champion : 2017-18. |